# تشارلز جي. هوكينز
تشارلز جي. هوكينز (بالإنجليزية: Charles G. Hawkins)‏ هو سياسي كندي، ولد في 15 أكتوبر 1887، وتوفي في 14 أغسطس 1958 في أوتاوا في كندا. حزبياً، نشط في الحزب الليبرالي الكندي. وقد انتخب عضو مجلس الشيوخ الكندي.